# Liste in Tschechien vorhandener Dampflokomotiven
Dies ist eine Liste erhaltener Dampflokomotiven auf dem Gebiet Tschechien.
Diese Seite wird mit dem Projekt Lokstatistik von Josef Pospichal abgestimmt.

## Normalspurlokomotiven
| Foto                                                      | Nummer oder Name          | Bauart / Achsfolge | Hersteller   | Fabrik- nr. | Baujahr | Historie | Eigentümer / Betreiber / Strecke             | Standort                                   | Bemerkungen |
| --------------------------------------------------------- | ------------------------- | ------------------ | ------------ | ----------- | ------- | --- | -------------------------------------------- | ------------------------------------------ | --- |
| ČSD 210.001 zerlegt im Depot                              | ČSD 210.001               | B n2t              | StEG         | 3201        | 1905    | Lokalbahn Aujezd - Luhatschowitz 200.01 SERENY, 1938 → 210.901 | NTM                                          | Prag                                       | restauriert |
| 252.008 in Prag (2011)                                    | ČSD 252.008               | 2'B n2             | WrN          | 2586        | 1881    | ÖNWB 92 → kkStB 301.09 | NTM                                          | Praha NTM                                  | aufgestellt |
|                                                           | KLADNO                    | C2' n2t            | Hasw         | 295         | 1855    | BEB 103 | NTM                                          | Praha NTM                                  | Älteste Dampflokomotive in der Tschechischen Republik. Einzige erhaltene altösterreichische Engerth-Lokomotive weltweit        |
| 300.619 in Lužná u Rakovníka                              | ČSD 300.619               | C n2t              | Flor         | 1633        | 1905    | BEB 419 | NTM                                          | Chomutov                                   | Exponat |
|                                                           | ČSD 310.001               | C n2t              | WrN          | 2782        | 1883    | Dalmatiner Staatsbahn 8 → kkStB 9702 → 97.02 | ČD                                           | Olomouc                                    | aufgestellt |
|                                                           | ČSD 310.006               | C n2t              | WrN          | 2371        | 1879    | Lokalbahn Unterdrauburg - Wöllan 11 → kkStB 9720 → 97.20 | ČD                                           | Jaroměř                                    | Exponat |
|                                                           | ČSD 310.037               | C n2t              | StEG         | 2528        | 1896    | kkStB 9798 → 97.98 | KHKD                                         | Lužná u Rakovníka                          | Exponat |
|                                                           | ČSD 310.072               | C n2t              | KrLi         | 4093        | 1899    | kkStB 19761 → 97.161 | ČD                                           | Plzeň                                      | betriebsfähig |
| 310.076 in Lužná u Rakovníka (2017)                       | ČSD 310.076               | C n2t              | Flor         | 1295        | 1899    | kkStB 19767 → 97.167 | ČD                                           | České Budějovice                           | aufgestellt |
| ČSD 310.093                                               | ČSD 310.093               | C n2t              | BMMF         | 63          | 1901    | kkStB 19794 → 97.194 | ČD                                           | Telč                                       | betriebsfähig |
|                                                           | ČSD 310.0102              | C n2t              | BMMF         | 74          | 1902    | kkStB 29706 → 97.206 | ČD                                           | Přerov                                     | aufgestellt |
|                                                           | ČSD 310.0118              | C n2t              | BMMF         | 108         | 1903    | kkStB 29727 → 97.227 | NTM                                          | Chomutov                                   | aufgestellt |
|                                                           | ČSD 310.0134              | C n2t              | BMMF         | 482         | 1913    | Lokalbahn Litovel - Senice 1 LITOVEL, ´37 → ČSD | ČD                                           | Turnov                                     | betriebsfähig |
|                                                           | ČSD 310.127               | C n2t              | WrN          | 4096        | 1898    | KFNB IX 950 → kkStB 197.30 → ČSD 310.127 → ČD 990.008-5 | ČD                                           | Lužná u Rakovníka                          | Exponat |
| Depozitář_TMB_Líšeň,_Lokomotiva_310.134_(2)               | ČSD 310.134               | C n2t              | WrN          | 4326        | 1900    | KFNB IX 953 → kkStB 197.37 | TMB                                          | Brno Lišeň                                 | betriebsfähig |
| 313.432, Děčín                                            | ČSD 313.432               | C n2t              | BMMF         | 128         | 1904    | BNB VIa 118, kkStB 162.43 | ČD                                           | Lužná u Rakovníka                          | In Aufarbeitung |
| 314.303 in Olmütz (2009)                                  | ČSD 314.303               | C n2t              | StEG         | 2695        | 1898    | KFNB 37 → kkStB 66.03 | ČD                                           | Depo Olomouc                               | betriebsfähig |
|                                                           | ČSD 322.302               | C n2               | Hartm        | 424         | 1870    | ATE IIIa 18 DONNERSBERG | NTM                                          | Praha NTM, derzeit Chomutov                | Exponat |
| 324.391 in Lužná u Rakovníka (2008)                       | ČSD 324.391               | C n2               | StEG         | 3527        | 1908    | BEB IIIa 272 | NTM                                          | Lužná u Rakovníka                          | |
| ČSD 354.195                                               | ČSD 354.195               | 2’C1’ h2t          | BMMF         | 1055        | 1925    | ČSD | ČD                                           | Lužná u Rakovníka                          | betriebsfähig |
|                                                           | ČSD 354.1217              | 2’C1’ h2t          | Sko          | 958         | 1938    | ČSD | NTM                                          | Chomutov                                   | Exponat |
|                                                           | ČSD 354.7152              | 1’ C 1’ n2         | BMMF         | 657         | 1917    | kkStB 429.1996 | KHKD                                         | Lužná u Rakovníka                          | betriebsfähig |
| 365.020 in Komotau (2018)                                 | ČSD 365.020               | 1'C1' h2           | BMMF         | 914         | 1921    | ČSD | NTM                                          | Chomutov                                   | zerlegt |
| 365.024 in Jaroměř (2015)                                 | ČSD 365.024               | 1'C1' h2           | BMMF         | 968         | 1923    | ČSD | ČD                                           | Lužná u Rakovníka                          | in Aufarbeitung |
| 375.007 in Prag (2012)                                    | ČSD 375.007               | 1'C2' h4v          | BMMF         | 390         | 1911    | kkStB 310.15 | NTM                                          | Praha NTM                                  | aufgestellt |
| 387.043 in Lužná u Rakovníka (2017)                       | ČSD 387.043               | 2’C1’ h3           | Sko          | 847         | 1937    | ČSD | NTM                                          | Lužná u Rakovníka                          | |
|                                                           | ČSD 400.901               | D n2t              | StEG         | 7140        | 1904    | Brünn - Lösch 40001 ŽEROTÍN | TMB                                          | Brno Lišeň                                 | abgestellt |
|                                                           | ČSD 403.303               | D n2t              | StEG         | 1619        | 1880    | StEG II 1305 → StEG III 4103 → kkStB 378.03 | PMN                                          | Jaroměř                                    | Exponat |
| 404.003 in Chomutov (2018)                                | ČSD 404.003               | D1zz n4t           | Flor         | 1472        | 1901    | RGTE 23G POLAUN → kkStB 6952 → 169.52 | NTM                                          | Jaroměř                                    | Exponat. Einzige Zahnraddampflokomotive in der Tschechischen Republik                                                          |
|                                                           | ČSD 411.019               | D n2               | SiN          | 1740        | 1873    | ÖNWB 340 CONRAD VORLAUF → kkStB 171.20 | NTM                                          | Jaroměř, ; ´17 → NTM Depot Chomutov → Prag | restauriert |
|                                                           | ČSD 414.096               | D n2               | StEG         | 3282        | 1906    | kkStB 73.368 | NTM                                          | Lužná u Rakovníka                          | betriebsfähig. Einziges betriebsfähiges Exemplar der kkStB-Reihe 73 überhaupt                                                  |
| 414.404 in Jaroměř (2009)                                 | ČSD 414.404               | D h2               | StEG         | 2416        | 1894    | StEG II 1260 → StEG III 4404 → kkStB 175.04 | NTM                                          | Jaroměř                                    | Exponat |
|                                                           | ČSD 414.407               | D h2               | StEG         | 2531        | 1896    | StEG II 1263 → StEG III 4407 → kkStB 175.07 | LoMo                                         | Křimov                                     | abgestellt |
| 422.002 in Lužná u Rakovníka (2005)                       | ČSD 422.002               | D n2vt             | KrLi         | 4430        | 1900    | kkStB 17802 → 178.02 | ČD                                           | Lužná u Rakovníka, ´20 → Horažďovice       | abgestellt |
| 422 025 in Chomutov (2018)                                | ČSD 422.025               | D n2vt             | BMMF         | 203         | 1907    | kkStB 178.49 | NTM                                          | Lužná u Rakovníka                          | abgestellt |
|                                                           | ČSD 422.062               | D n2vt             | KrLi         | 6619        | 1913    | kkStB 178.139 | ČD                                           | Kolín                                      | aufgestellt |
|                                                           | ČSD 422.098               | D n2vt             | KrLi         | 7140        | 1916    | kkStB 178.195 | KHKD                                         | Lužná u Rakovníka                          | Exponat |
|                                                           | ČSD 423.001               | 1' D 1' h2t        | BMMF         | 915         | 1921    | ČSD | NTM                                          | Lužná u Rakovníka                          | abgestellt |
|                                                           | ČSD 423.009               | 1' D 1' h2t        | BMMF         | 923         | 1922    | ČSD | VUŽ                                          | Letohrad                                   | betriebsfähig |
|                                                           | ČSD 423.041               | 1' D 1' h2t        | BMMF         | 1011        | 1924    | ČSD | ČD                                           | Ostrava                                    | betriebsfähig |
|                                                           | ČSD 423.094               | 1' D 1' h2t        | BMMF         | 1428        | 1928    | ČSD | KHKD                                         | Lužná u Rakovníka                          | betriebsfähig |
|                                                           | ČSD 423.0145              | 1' D 1' h2t        | ČKD          | 1719        | 1937    | ČSD | ČD                                           | Jaroměř                                    | betriebsfähig |
|                                                           | ČSD 431.032               | 1'D1' h2t          | StEG         | 4779        | 1927    | BBÖ 378.60 → DRB 93 1360 → ÖBB 93.1360, 04.11.1977 → Eurovapor, ´17 → | priv                                         | Benešov                                    | betriebsfähig |
|                                                           | ČSD 433.001               | 1'D1' h2t          | ČKD          | 2398        | 1948    | ČSD | ČD                                           | Brno dolní                                 | betriebsfähig |
|                                                           | ČSD 433.002               | 1'D1' h2t          | ČKD          | 2399        | 1948    | ČSD | NTM                                          | Valašské Meziříčí                          | betriebsfähig |
|                                                           | ČSD 433.014               | 1'D1' h2t          | ČKD          | 2411        | 1948    | ČSD | Obec                                         | Čelákovice                                 | zerlegt |
|                                                           | ČSD 433.015               | 1'D1' h2t          | ČKD          | 2412        | 1948    | ČSD | priv                                         | Zubrnice                                   | zerlegt |
|                                                           | ČSD 433.025               | 1'D1' h2t          | ČKD          | 2422        | 1948    | ČSD | ŽMZ                                          | Plzeň                                      | zerlegt |
|                                                           | ČSD 433.049               | 1'D1' h2t          | ČKD          | 2446        | 1948    | | KHKD                                         | Lužná u Rakovníka                          | abgestellt |
|                                                           | ČSD 434.0170              | 1'D n2v            | WrN          | 5496        | 1918    | kkStB 170.666 → BBÖ → DRB → ÖStB → ÖBB → GKB 56.3255 | NTM                                          | Jaroměř                                    | Exponat |
| 434.1100 in Lužná u Rakovníka (2017)                      | ČSD 434.1100              | 1'D h2             | Sko          | 1           | 1920    | ČSD 270.300 | NTM                                          | Lužná u Rakovníka                          | betriebsfähig, Erste in der Tschechoslowakischen Republik gebaute Lokomotive                                                   |
|                                                           | ČSD 434.2186              | 1’D h2             | BrDa         | 95          | 1917    | kkStB 170.323 → ČSD 434.0148 | ČD                                           | Praha-Vršovice                             | in Aufarbeitung |
| 434.2218 in Lužná u Rakovníka (2017)                      | ČSD 434.2218              | 1’D h2             | StEG         | 3921        | 1913    | kkStB 170.98 → ČSD 434.038 | Česká Třebová                                | Kněževes vlečka                            | zerlegt |
|                                                           | ČSD 434.2298              | 1’D h2             | WrN          | 5199        | 1914    | kkStB 170.162 → ČSD 434.068 | NTM                                          | Lužná u Rakovníka                          | abgestellt |
|                                                           | ČSD 434.2315              | 1’D h2             | Flor         | 646         | 1917    | kkStB 170.194 → ČSD 434.095 | KHKD                                         | Turnov                                     | in Aufarbeitung |
| 464.008 (2010)                                            | ČSD 464.008               |                    | ČKD          | 1667        | 1935    | ČSD | ČD                                           | Jaroměř                                    | abgestellt |
|                                                           | ČSD 464.044               |                    | ČKD          | 1716        | 1937    | ČSD | ČD                                           | Hradec Králové                             | zerlegt |
| 464.043 in Lužná u Rakovníka (2005)                       | ČSD 464.053               |                    | ČKD          | 1764        | 1938    | ČSD | NTM                                          | Lužná u Rakovníka                          | abgestellt |
| 464.102 in Lužná u Rakovníka (2017)                       | ČSD 464.102               |                    | ČKD          | 2001        | 1940    | ČSD | NTM                                          | Praha-Libeň                                | betriebsfähig |
| 464.202 (1981)                                            | ČSD 464.202               |                    | Sko          | 3378        | 1956    | ČSD | NTM                                          | Olomouc                                    | betriebsfähig |
| 475.101 in Brünn (2009)                                   | ČSD 475.101               | 2’D1’ h2           | Sko          | 1823        | 1947    | ČSD | ČD                                           | Brno Maloměřice                            | betriebsfähig |
| 475.111 in Furth im Wald (2016)                           | ČSD 475.111               | 2’D1’ h2           | Sko          | 1833        | 1947    | ČSD | IMC                                          | Plzeň                                      | betriebsfähig |
| 475.179 in Beroun (2014)                                  | ČSD 475.179               | 2’D1’ h2           | Sko          | 1901        | 1948    | ČSD | ČD                                           | Děčín                                      | betriebsfähig |
|                                                           | ČSD 475.194               | 2’D1’ h2           | Sko          | 2617        | 1950    | ČSD | priv                                         | Brno vlečka                                | zerlegt |
| 475.1142 im Depot Komotau (2018)                          | ČSD 475.1142              | 2’D1’ h2           | Sko          | 2665        | 1951    | ČSD | NTM                                          | Přerov                                     | abgestellt |
| 477.043 in Lužná u Rakovníka (2017)                       | ČSD 477.043               |                    | ČKD          | 3042        | 1955    | ČSD | ČD                                           | Lužná u Rakovníka                          | betriebsfähig |
| 477.060 in Liberec (1981)                                 | ČSD 477.060               |                    | ČKD          | 3059        | 1955    | ČSD | NTM                                          | Bohumín; → Bahnpark Augsburg               | abgestellt |
|                                                           | ČSD 498.014               |                    | Sko          | 1719        | 1947    | ČSD | NTM                                          | Čelákovice                                 | zerlegt |
| 498.022 (2009)                                            | ČSD 498.022               |                    | Sko          | 1727        | 1947    | ČSD | ČD                                           | Praha-Libeň                                | wird von der Steam Story Agency betriebsfähig aufgearbeitet                                                                    |
| 498.106 in Komotau (2015)                                 | ČSD 498.106               |                    | Sko          | 3057        | 1955    | ČSD | NTM                                          | Tišnov                                     | abgestellt |
|                                                           | ČSD 498.112               |                    | Sko          | 3063        | 1955    | ČSD | ČD                                           | Lužná u Rakovníka                          | zerlegt |
|                                                           | ČSD 524.159               |                    | ČKD          | 1461        | 1929    | ČSD | KHKD                                         | Lužná u Rakovníka                          | abgestellt |
|                                                           | ČSD 524.184               |                    | ČKD          | 1498        | 1930    | ČSD | NTM                                          | Křimov                                     | abgestellt |
|                                                           | ČSD 524.1110              |                    | ČKD          | 1569        | 1931    | ČSD | ČD                                           | Česká Lípa                                 | abgestellt |
| 534.027 in Chomutov (2010)                                | ČSD 534.027               | 1'E h2             | Sko          | 267         | 1923    | ČSD | NTM                                          | Chomutov                                   | restauriert |
|                                                           | ČSD 534.0301              | 1'E h2             | Sko          | 1626        | 1945    | ČSD | NTM                                          | Lužná u Rakovníka                          | abgestellt |
|                                                           | ČSD 534.0323              | 1'E h2             | Sko          | 1648        | 1946    | ČSD | ČD                                           | Lužná u Rakovníka                          | abgestellt |
|                                                           | ČSD 534.0432              | 1'E h2             | ČKD          | 2335        | 1947    | ČSD | ČD                                           | Lužná u Rakovníka                          | abgestellt |
|                                                           | ČSD 534.0456              | 1'E h2             | Sko          | 1763        | 1947    | ČSD | ČD                                           | Lužná u Rakovníka                          | Wrack |
|                                                           | ČSD 534.0463              | 1'E h2             | Sko          | 1770        | 1947    | ČSD | ČD                                           | Most                                       | Wrack |
| 555.0153 in Lužná u Rakovníka (2009)                      | ČSD 555.0153              | 1'E h2             | Flor         | 16968       | 1944    | DRB 52 7620 → ČSD → Rudnik Kreka 33-502 (YU) | KHKD                                         | Lužná u Rakovníka                          | betriebsfähig |
|                                                           | ČSD 555.0186              | 1'E h2             | Henschel     |             | 1944    | JŽ 33-032 → KPKV 555.0186 | KPKV                                         | Brno dolní nádraží                         | zerlegt |
|                                                           | ČSD 555.0301              | 1'E h2             | Flor         | 17221       | 1943    | DRB 52 3644 → SZD TE-3644 | KHKD                                         | Lužná u Rakovníka                          | abgestellt |
|                                                           | ČSD 555.3221              | 1'E h2             | Flor         | 16500       | 1943    | DRB 52 7047 → ČSD 555.0221 | KHKD                                         | Lužná u Rakovníka                          | zerlegt |
|                                                           | ČSD 556.0210              |                    | Sko          | 2977        | 1954    | ČSD | IMC                                          | Plzeň                                      | zerlegt |
|                                                           | ČSD 556.0213              |                    | Sko          | 2980        | 1954    | ČSD | ČD                                           | Lužná u Rakovníka                          | Wrack |
|                                                           | ČSD 556.0254              |                    | Sko          | 3021        | 1954    | ČSD | ČD                                           | Lužná u Rakovníka                          | zerlegt |
| 556.0271 in Lužná u Rakovníka (2007)                      | ČSD 556.0271              |                    | Sko          | 3165        | 1955    | ČSD | ČD                                           | Lužná u Rakovníka                          | zerlegt |
|                                                           | ČSD 556.0298              |                    | Sko          | 3192        | 1955    | ČSD | ČD                                           | Lužná u Rakovníka                          | abgestellt |
| 556.0304 in Lužná u Rakovníka (2009)                      | ČSD 556.0304              |                    | Sko          | 3198        | 1955    | ČSD | ČD                                           | České Velenice                             | Wrack |
|                                                           | ČSD 556.0498              |                    | Sko          | 3523        | 1958    | ČSD | ČD                                           | Most                                       | Wrack |
| 556.506 in Gmünd, Niederösterreich (1979)                 | ČSD 556.0506              |                    | Sko          | 3531        | 1958    | ČSD | ČD                                           | České Budějovice                           | betriebsfähig |
| 556.510 in Komotau (2010)                                 | ČSD 556.0510              |                    | Sko          | 3535        | 1958    | ČSD | NTM                                          | Lužná u Rakovníka                          | abgestellt. Jüngste erhaltene gefeuerte Dampflokomotive in der Tschechischen Republik                                          |
| Kladensko-nučická dráha Nr. 6 in Lužná u Rakovníka (2007) | 6                         |                    | KrMü         | 611         | 1876    | Königliche Militär-Eisenbahn 4 | NTM                                          | Chomutov                                   | Exponat |
| KrMü 1004/82, Liberec (2014)                              | ADOLF                     |                    | KrMü         | 1004        | 1882    | Adolf von Riese - Stallburgsche Zuckerfabrik Wodolka | ČD                                           | Liberec                                    | aufgestellt |
|                                                           | GARTENAU                  |                    | KrLi         | 1879        | 1887    | SETG 6 | NTM                                          | Praha NTM                                  | aufgestellt. Einzige original erhaltene Dampflokomotive der Salzburger Eisenbahn- und Tramway-Gesellschaft                     |
| Caroline in Brünn (2009)                                  | CAROLINE                  |                    | KrLi         | 2165        | 1889    | Brünner Dampftramway 10 | TMB                                          | Brno Lišeň                                 | betriebsfähig. Einzige originale erhaltene Dampflokomotive der Brünner Local-Eisenbahn-Gesellschaft (Brünner Dampfstraßenbahn) |
|                                                           | PRINC ERICH 4)            |                    | KrLi         | 2339        | 1890    | Zuckerfabrik Dobrowitz | priv → SAZ                                   | Sázava u Žďáru                             | betriebsfähig |
| Witkowitz                                                 | WITKOWITZ                 |                    | KrLi         | 3037        | 1894    | PMOW 3 | TMB                                          | Brno Lišeň                                 | zerlegt |
|                                                           | 200.001                   |                    | KrMü         | 3625        | 1897    | Cukrovar Dolní Cetno DOLNÍ CETNO | Mach                                         | Litoměřice, Káva s párou                   | aufgestellt |
|                                                           | ČSD M 124.001             |                    | Ring Komarek | 65168 325?  | 1903 ?  | kkStB BCM 1 → 1.002 | NTM                                          | Lužná u Rakovníka                          | betriebsfähig. Einziger erhaltener Dampftriebwagen altösterreichischer Bahnen                                                  |
|                                                           | 200.003                   |                    | KrMü         | 6084        | 1908    | Zuckerfabrik Melnik/Mělník | ŽMZ                                          | Zlonice, → Turnov                          | abgestellt |
|                                                           | (Bt)                      |                    | O&K          | 6289        | 1913    | Zuckerfabrik Nestomitz/Neštěmice, ´32 → Cukrovar Kostelec nad Labem, ´34 → Cukrovar Úžice, ´74 → Kralupy nad Vltavou aufgestellt, → Brandýs nad Labem aufgestellt, ´97 → ŽM Zlonice | ŽMZ                                          | Ústí nad Labem ? Zlonice?                  | aufgestellt |
|                                                           | 200.1172                  |                    | KrLi         | 1172        | 1921    | Zuckerfabrik Čelechowitz | ČD                                           | Veselí nad Moravou                         | aufgestellt |
|                                                           | LUDVIK                    |                    | O&K          | 9764        | 1922    | Cukrovar Kopidlno | ČD                                           | Česká Třebová                              | zerlegt |
|                                                           | 10390                     |                    | O&K          | 10390       | 1923    | Aussiger Zuckerraffinerie | ŽMZ                                          | Zlonice                                    | abgestellt |
|                                                           | 310.901                   |                    | Sko          | 362         | 1926    | Cukrovar Dobrovice | ŽMZ                                          | Zlonice                                    | abgestellt |
|                                                           | 310.922                   |                    | Sko          | 580         | 1930    | Vorratsbau → Zel. pluk → PVD Č. Třebová Lokomotive am 29.7.2011 in Jihlava verunfallt                                                                                               | ČD                                           | Česká Třebová                              | soll aufgearbeitet werden |
|                                                           | 213.902                   |                    | ČKD          | 2207        | 1947    | Cukrovar Dolní Cetno | VZlí                                         | Praha Zlíchov                              | betriebsfähig |
|                                                           | 213.901                   |                    | ČKD          | 3579        | 1954    | Cukrovar Němčice nad Hanou 200.001 | KPKV                                         | Brno dolní nádraží                         | zerlegt |
|                                                           | 200.003                   |                    | ČKD          | 3581        | 1955    | Chem. zav. Ostrava Hrušov 200.003 | ČD                                           | Krnov                                      | aufgestellt |
|                                                           | 317.001                   |                    | ČKD          | 3208        | 1952    | Spolana Neratovice → Cukrovar Klobuky 6 | ČD                                           | Louny                                      | aufgestellt |
|                                                           | CS 400                    |                    | ČKD          | 3609        | 1957    | Postoloprty | ČD                                           | Zubrnice                                   | Denkmallokomotive |
|                                                           | 312.05 (92-52)            |                    | ČKD          | 3615        | 1957    | Cukrovar Nový Bydžov | SOŽ                                          | Sázava u Žďáru                             | aufgestellt |
|                                                           | 313.902                   |                    | ČKD          | 2642        | 1949    | Cukrovar Dobrovice | SAXI                                         | Zdice                                      | [ 20 ] |
|                                                           | 313.901                   |                    | ČKD          | 3623        | 1957    | Cukrovar Brodce | VZlí                                         | Praha Zlíchov                              | betriebsfähig |
|                                                           | 312.902                   |                    | ČKD          | 2641        | 1949    | Cukrovar Čelechovice | KPKV                                         | Brno dolní nádraží                         | zerlegt |
|                                                           | 3624                      |                    | ČKD          | 3624        | 1957    | Cukrovar Cerhenice | ČD                                           | Lužná u Rakovníka                          | zerlegt |
|                                                           | 3627                      |                    | ČKD          | 3627        | 1957    | Cukrovar Žatec | IMC                                          | Plzeň pivovar                              | abgestellt |
|                                                           | 312.3629                  |                    | ČKD          | 3629        | 1957    | Cukrovar Staré Město | priv                                         | Čelákovice                                 | zerlegt |
|                                                           | 9257                      |                    | ČKD          | 3633        | 1957    | Lihovar Smiřice | ČD                                           | Turnov                                     | aufgestellt |
|                                                           | 29                        |                    | Sko          | 2438        | 1950    | SONP Koněv, Staré Kladno | SBD                                          | Lužná u Rakovníka                          | zerlegt |
|                                                           | 317.053                   |                    | Sko          | 2453        | 1950    | SHD Most 49 → Velké Březno 317.053 | ČD                                           | Lysá nad Labem                             | aufgestellt |
|                                                           | 317.123                   |                    | Sko          | 2458        | 1950    | OKD Petrvald | OKD                                          | Ostrava                                    | aufgestellt |
|                                                           | 317.015                   |                    | Sko          | 2466        | 1950    | Vítkovice | NH                                           | Ostrava                                    | aufgestellt |
|                                                           | 317.903                   |                    | Sko          | 2475        | 1950    | Chemické závody Sokolov | PMN                                          | Praha-Zlíchov                              | Ausstellungsstück |
|                                                           | 327.203                   |                    | ČKD          | 3244        | 1953    | Důl Antonín Zápotocký | NTM                                          | Čelákovice                                 | zerlegt |
|                                                           | 327.903                   |                    | ČKD          | 3242        | 1953    | Vítkovické železárny Ostrava VD | KPKV                                         | Brno dolní nádraží                         | zerlegt |
|                                                           | 327.904                   |                    | ČKD          | 3676        | 1956    | Chemické závody Sokolov | Výtopna Zlíchov                              | Zlíchov                                    | noch nicht aufgearbeitet |
|                                                           | 328.011 (92-62)           |                    | ČKD          | 3704        | 1956    | OKD Ostrava 327.249 → ZD Slatina → SHD 4 | ČD                                           | Dolní Lipka                                | abgestellt |
| ČKD 3591 in Kořenov (1984)                                | 32                        |                    | ČKD          | 3591        | 1956    | Vítkovické železárny → SONP 32 | NTM                                          | Veselí nad Moravou                         | zerlegt |
|                                                           | A 920                     |                    | O&K          | 11873       | 1929    | | ŽMZ                                          | Velké Březno                               | Wrack |
|                                                           | A 303.202                 |                    | ČKD          | 1594        | 1931    | Tesařská spol., Praha | NTM                                          | Čelákovice                                 | zerlegt |
|                                                           | A 918                     |                    | ČKD          | 3539        | 1955    | Cukrovar Žatec → Plynárna Úžín | KPKV                                         | Brno dolní nádraží                         | zerlegt |
|                                                           | A-03                      |                    | ČKD          | 3541        | 1955    | MZO Praha → Ostrava Třebovice | KPKV                                         | Brno dolní nádraží                         | abgestellt |
|                                                           | A 912                     |                    | ČKD          | 3647        | 1955    | ŽOS České Velenice | ŽOS                                          | České Velenice                             | zerlegt |
|                                                           | 998.200                   |                    | Mg           | 200         | 1988    | | KPKV                                         | Brno dolní nádraží                         | betriebsfähig |
|                                                           | 998.201                   |                    | Mg           | 201         | 1988    | | KPKV                                         | Brno dolní nádraží                         | betriebsfähig |
| 33.132, Heiligenstadt (2011)                              | 455.0xxx (ex B&B 33.132)  | 2D-h2              | StEG         | 4741        | 1925    | BBÖ 113.32 (1925–1938) DRB 33 132 (1938–1945) JDŽ 06-105 (1945–1947) JDŽ 10-005 (1947–1953) JŽ 10-005 (1953–1986) B&B 33.132 (1986-2025)                                            | Muzeum starých strojů a technologií, Žamberk | Dolní Lipka                                | [ 22 ] |
| 50.1171, Wien Heiligenstadt (2017)                        | 555.1xxx (ex B&B 50.1171) | 1E-h2              | Škoda        | 1256        | 1942    | DRB 50 1171 (1942–1945) ÖStB 50.1171 (1945–1953) ÖBB 50.1171 (1953–1972) GKB 50.1171 (1972–1994) B&B 50.1171 (1994-2025)                                                            | Muzeum starých strojů a technologií, Žamberk | Dolní Lipka                                | [ 22 ] |

## Schmalspurlokomotiven 600 mm
| Foto | Nummer oder Name         | Bauart / Achsfolge | Hersteller     | Fabrik- nr. | Baujahr | Historie | Eigentümer / Betreiber / Strecke                    | Standort                                            | Bemerkungen                                                        |
| ---- | ------------------------ | ------------------ | -------------- | ----------- | ------- | --- | --------------------------------------------------- | --------------------------------------------------- | ------------------------------------------------------------------ |
|      | 3                        |                    | BrDa           | 165         | 1919    | (kukHB RIIIc 321); MŠLZ | Techn. Museum, Prag                                 | Mladějov, ´05 → Zbýšov, ´19 → NTM-Depot in Chomutov | nicht betriebsfähig                                                |
|      | Krauss-München 7772/1921 | B n2t              | Krauss-München | 7772        | 1921    | Merte: Futter, Hirsch & Co., Berlin / 19xx Wasserwirtschaftsamt Freilassing (a vh in Teisendorf) / 196x Privat, Ernst Gaisbauer, Traunstein (1962 iE, 09.1988, 1994 vh) /.... Privat, Ilmenau (09.2005 vh) / 20xx Stiftung Deutsche Kleinbahnen, Ludger Guttwein |                                                     | Žamberk                                             | [ 24 ]                                                             |
|      | Hibernia AG              | B n2t              | Henschel       | 25212       | 1944    | Merte: Bergwerksgesellschaft Hibernia, Herne / 196x Privat, Charles Davies, Marquette / IA [USA] / 2022 Rübenbahn Kolin [CSSR] (600 mm, 03.2022) |                                                     | Žamberk                                             | Nur Rahmen, Achsen, Räder, Kessel. Zylinder und Führerhaus fehlen. |
|      |                          |                    | ČKD            | 1858        | 1940    | LPG Schweinemast Berga | Muzeum starých strojů a technologií, Žamberk        | Žamberk                                             | aufgestellt                                                        |
|      | (BS 80)                  |                    | ČKD            | 2984        | 1951    | Beroun KZ 10 | Privatbesitz                                        | Kolínská Řepařská Drážka                            | betriebsfähig                                                      |
|      | (BS 80)                  |                    | ČKD            | 2958        | 1951    | Beroun KZ 16 | Muzeum průmyslových železnic, Zbýšov                | Zbýšov                                              | in Betrieb                                                         |
|      | 6                        |                    | Flor           | 2571        | 1918    | kukHB RIIIc 143; ´20 → Senovo 7, ´53 → Štore 6 → Ljubljana, Privatsammlung Tadej Brate, 2019 | Muzeum starých strojů a technologií, Žamberk        | Žamberk                                             |                                                                    |
|      | -                        |                    | Hen            | 12311       | 1913    | Ferrovia, Prag / 19xx → CSD / 19xx → Denkmal Sokolov → Industriebahnverein Zastávka bei Brünn → HDBS, Dolové a průmyslové závody Dolní Rychnov | Muzeum průmyslových železnic, Zbýšov                | Zbýšov                                              | betriebsfähig                                                      |
|      |                          |                    | BMAG           | 9124        | 1927    | Norddeutsche Affinerie Hamburg → Schmalspur und Kleinbahn Betriebsgesellschaft, Holm-Seppensen → Deutsches Feld und Kleinbahnmuseum Deinste → Bressingham Steam Museum → Bredgar & Wormshill Light Railway, Bredgar → Richmond Light Railway                     | Verein Barbora / Museumsbahn der Solvay-Steinbrüche | Svatý Jan pod Skalou                                | [ 27 ]                                                             |
|      |                          |                    | Jung           | 2569        | 1918    | DHFB 713, → Ministre des Régions Libérées, → Lecat Peronne, → Chemin de Fer de Saint-Eutrope CFSE, Évry, ´02 → Spanien, ´11 → Richmond Light Railway, ´2018 | Muzeum starých strojů a technologií                 | Žamberk                                             |                                                                    |
|      | 1                        |                    | KrLi           | 7485        | 1920    | kukHB RIIIc 116; MŠLZ | MŠLZ (MPŽ)                                          | Mladějov                                            | in Betrieb                                                         |
|      | 5                        |                    | KrLi           | 1518        | 1929    | MŠLZ | MŠLZ (MPŽ)                                          | Mladějov                                            | nicht betriebsfähig                                                |
|      |                          |                    | Đuro Đaković   |             | 1947    | ex Stavba elektrárny Šoštanj (SI) | Muzeum Starých Strojů a Technologií, Žamberk        | Žamberk                                             | [ 28 ]                                                             |

## Schmalspurlokomotiven 640 mm
| Foto | Nummer oder Name | Bauart / Achsfolge | Hersteller | Fabrik- nr. | Baujahr | Historie | Eigentümer / Betreiber / Strecke | Standort          | Bemerkungen |
| ---- | ---------------- | ------------------ | ---------- | ----------- | ------- | --- | -------------------------------- | ----------------- | ----------- |
|      | 32 (BS 80)       |                    | ČKD        | 3190        | 1951    | Opravny strojů Ostrava → Vodostavba Kružberk → Ingstav Brno → Kaolínka Horní Bříza → Železniční Muzeum Zlonice → (2010) Železniční muzeum Lužná u Rakovníka |                                  | Lužná u Rakovníka | [ 29 ]      |

## Schmalspurlokomotiven 650 mm
| Foto | Nummer oder Name | Bauart / Achsfolge | Hersteller | Fabrik- nr. | Baujahr | Historie     | Eigentümer / Betreiber / Strecke     | Standort      | Bemerkungen         |
| ---- | ---------------- | ------------------ | ---------- | ----------- | ------- | ------------ | ------------------------------------ | ------------- | ------------------- |
|      | (BS 80)          |                    | ČKD        | 2957        | 1951    | Beroun KZ 11 | Techn. Museum, Prag                  | Chomutov      | [ 30 ]              |
|      | (BS 80)          |                    | ČKD        | 3195        | 1951    | Beroun KZ 1  | Privatbesitz                         | Mladějov      | aufgestellt         |
|      | (BS 80) 15       |                    | ČKD        | 3200        | 1951    | Beroun KZ 15 | Muzeum průmyslových železnic, Zbýšov | Praha-Zlíchov | nicht betriebsfähig |

## Schmalspurlokomotiven 660 mm
| Foto | Nummer oder Name | Bauart / Achsfolge | Hersteller | Fabrik- nr. | Baujahr | Historie                                | Eigentümer / Betreiber / Strecke             | Standort | Bemerkungen |
| ---- | ---------------- | ------------------ | ---------- | ----------- | ------- | --------------------------------------- | -------------------------------------------- | -------- | ----------- |
|      |                  |                    | KrMü       | 4924        | 1903    | Gebrüder Stumm, Neunkirchen (Ueckingen) | Muzeum starých strojů a technologií, Žamberk | Žamberk  |             |

## Schmalspurlokomotiven 760 mm
| Foto                       | Nummer oder Name | Bauart / Achsfolge | Hersteller       | Fabrik- nr. | Baujahr | Historie | Eigentümer / Betreiber / Strecke             | Standort                 | Bemerkungen                                                                     |
| -------------------------- | ---------------- | ------------------ | ---------------- | ----------- | ------- | --- | -------------------------------------------- | ------------------------ | ------------------------------------------------------------------------------- |
|                            | -                |                    | Smoschewer & Co. | 625         | 1918    | ČSSZ 124 (kukHB RIIIc 368) | (Čiernohronská železnica ?)                  | Žamberk                  | Diese Lokomotive wurde durch einen Scheunenfund in der Gegend von Brünn bekannt |
|                            | -                |                    | ČKD              | 2210        | 1948    | Podbřezová |                                              | Žamberk                  |                                                                                 |
|                            | (BS 80)          |                    | ČKD              | 2971        | 1951    | Eisenwerk Bohumin | Muzeum průmyslových železnic, Zbýšov         | Mladějov                 | aufgestellt                                                                     |
|                            | (BS 80)          |                    | ČKD              | 2992        | 1951    | MŠLZ |                                              | Žamberk                  | [ 34 ]                                                                          |
| U47.001 in Gmünd NÖ (1992) | ČSD U47.001      | B'B n4vt           | Hen              | 7930        | 1907    | SDŽ 391; ČSD → JHMD Jindřichův Hradec → | NTM                                          | Depozitář NTM Chomutov   | Museumslokomotive. Einzige Mallet-Lokomotive in der Tschechischen Republik      |
|                            | ÖAM 100.13 II    |                    | Flor             | 17609       | 1947    | Vordernberg aufg.; Feistritztal; ´11 → Criscior VERDELE; ´17 → Tankodrom Milovice                                                                      | Tankodrom Milovice                           | Tankodrom Milovice       | (ursprünglich 790 mm)                                                           |
|                            | ÖAM 100.15 II    |                    | Flor             | 17611       | 1947    | Donawitz 100.15 II K Flor 17609/47, Graz-Liebenau aufg.; Stainz → Heidenreichstein, ´14 →                                                              | Tankodrom Milovice                           | Tankodrom Milovice       | (ursprünglich 790 mm)                                                           |
| U 37.002 (2009)            | ČSD U37.002      | C1 n2t             | KrLi             | 3814        | 1898    | kkStB U 12 → ČSD | JHMD (?)                                     | JHMD                     |                                                                                 |
|                            | ČSD U37.008      | C1 n2t             | KrLi             | 4184        | 1899    | FOD 12 FRIEDLAND; | Herkules KHKD                                | Kněževes                 |                                                                                 |
|                            | Wolf             | B n2t              | KrLi             | 4928        | 1902    | Etschregulierung → Schoeller-Bleckmann | Muzeum Starých Strojů a Technologií, Žamberk | Žamberk                  | Betriebsfähig seit Frühjahr 2025                                                |
|                            | -                |                    | KrLi             | 5278        | 1905    | Ung.Waggonf. Raab OTTO → Waldbahn Remetske Hamre | Privatbesitz                                 | ´02 → Mladějov → Žamberk | in Ausbesserung                                                                 |
|                            | Mařenka          | B n2t              | Maff             | 2962        | 1908    | Ungarisches Finanzministerium, → Papierfabrik Niklasdorf, → VKEF Gurkthalbahn → Bahnhof Mariazell / St. Sebastian aufg., ´12 → Bauernhof Quetzin, 2018 | Zahradní železnice Dačice                    | Dačice                   | nicht betriebsfähig. 2023 in Aufarbeitung                                       |
|                            | U46.001          |                    | Res              | 3055        | 1958    | CFI Brad 8 | JHMD (?)                                     | Jindřichův Hradec        | in Betrieb                                                                      |
|                            | U46.002          |                    | Res              | 3052        | 1958    | CFF 764.490 | Slezské zemské dráhy                         | Osoblaha                 | in Betrieb                                                                      |
|                            | U46.101          |                    | Fablok           | 3073        | 1955    | PKP Px48-1916 | JHMD (?)                                     | Jindřichův Hradec        | (ursprünglich 750 mm). in Betrieb                                               |
|                            | U57.001          |                    | Sko              | 1932        | 1945    | JDŽ 1932 | club 760                                     | Osoblaha                 | in Betrieb                                                                      |
|                            | CFF 764.425      |                    | Res              | 1681        | 1954    | |                                              | Tankodrom Milovice       | [ 37 ]                                                                          |

## Schmalspurlokomotiven 800 mm
| Foto | Nummer oder Name | Bauart / Achsfolge | Hersteller | Fabrik- nr. | Baujahr | Historie                                     | Eigentümer / Betreiber / Strecke | Standort       | Bemerkungen |
| ---- | ---------------- | ------------------ | ---------- | ----------- | ------- | -------------------------------------------- | -------------------------------- | -------------- | ----------- |
|      | 1                | B n2t              |            |             |         |                                              |                                  |                | [ 38 ]      |
|      | 4                |                    | KrMü       | 1576        | 1884    | Prager Eisenindustrie Kladno IV              | Techn. Museum, Prag              | Praha-Letná    | aufgestellt |
|      | 21               |                    | KrLi       | 6682        | 1912    | Prager Eisenindustrie Kladno 21              | Museum Poldi                     | Lužná u R.     | in Betrieb  |
|      | 8                | B n2t              | O&K        | 11792       | 1928    | Eisenwerk Trinec                             | Eisenwerk                        | Třinec         | aufgestellt |
|      | 7                |                    | ČKD        | 1724        | 1937    | Kladno                                       | Techn. Museum, Prag              | Lužná u R.     | aufgestellt |
|      | 27               |                    | ČKD        | 1999        | 1940    | Kladno Poldihütte 9 ´79 → HDBS 45 → ČHZ 45 → | Museum Barbora                   | Solvayovy lomy |             |

## Schmalspurlokomotiven 900 mm
| Foto | Nummer oder Name    | Bauart / Achsfolge | Hersteller | Fabrik- nr. | Baujahr | Historie | Eigentümer / Betreiber / Strecke         | Standort                                    | Bemerkungen |
| ---- | ------------------- | ------------------ | ---------- | ----------- | ------- | -------- | ---------------------------------------- | ------------------------------------------- | ----------- |
|      | Julius III (BS 200) |                    | ČKD        | 3708        | 1957    | SHD 853  | Podkrušnohorské technické muzeum Kopisty | Komořany                                    | aufgestellt |
|      | (BS 200)            |                    | ČKD        | 3929        | 1957    | SHD 881  | Grube Hrabák, Depozitář NTM Chomutov     | Čepirohy                                    | aufgestellt |
|      | (BS 200)            |                    | ČKD        | 4037        | 1958    | HDBS 381 | Sokolovská uhelná                        | Habartov, Grube Dukla, Bergbaumuseum Krásno | aufgestellt |
|      | (BS 200)            |                    | ČKD        |             |         |          |                                          | Muzeum motorismu Znojmo                     | [ 41 ]      |